# Canajoharie, New York
Canajoharie, New York (енгл. Canajoharie) град је у америчкој савезној држави Њујорк.

## Демографија
По попису из 2010. године број становника је 2.229, што је 28 (-1,2%) становника мање него 2000. године.
| Група             | 2000.         | 2010.         |
| Белци             | 2.165 (95,9%) | 2.087 (93,6%) |
| Афроамериканци    | 20 (0,9%)     | 49 (2,2%)     |
| Азијати           | 12 (0,5%)     | 14 (0,6%)     |
| Хиспаноамериканци | 34 (1,5%)     | 51 (2,3%)     |
| Укупно            | 2.257         | 2.229         |